# 라 우수르파도라 (2019년 텔레노벨라)
《라 우수르파도라》(스페인어: La usurpadora)은 2019년 방영된 멕시코의 텔레노벨라이다.